# Grube Carlsglück
Die Grube Carlsglück ist eine ehemalige Eisengrube im Bensberger Erzrevier in Forsbach an der Feldstraße in der Nähe des Forsthauses Forsbach.

## Geschichte
Die erste Mutung durch Friedrich Hermanni auf Eisenstein stammt vom 8. Februar 1854. Den entsprechenden Mutschein erhielt er am 22. März 1854. Am 26. September 1854 bat er um Fristverlängerung. Der Mutschein war am 20. März 1855 abgelaufen. Anschließend kam es am 21. Oktober 1855 und am 20. März 1856 zu Verhandlungen. Diese führten am 18. September 1856 zur Verleihung auf Eisenstein. Vom 27. Dezember 1856 bis 25. Februar 1862 wurden fortlaufend Fristungen beantragt. Über Betriebstätigkeiten ist nichts bekannt.